# Лливелин ап Сейсилл
Лливелин ап Сейсилл (валл. Llywelyn ap Seisyll; умер в 1023) — король Поуиса, Гвинеда и Дехейбарта (1018—1023).

## Биография
Лливелин ап Сейсилл был лордом Маэс Эссилта, что в Гвенте, и женился в 994 году на Анхараде, дочери Маредида. По материнской линии он был праправнуком Анарауда: его мать Прауст была либо дочерью Элиседа ап Идвала ап Родри, либо дочерью его сына Кинана ап Элиседа ап Анарауда (Кингена).
В 1018 году Лливелин ап Сейсилл захватил власть в Гвинеде и Поуисе, убив узурпатора Айдана и его четырёх сыновей. В том же году Лливелин победил братьев Эдвина и Каделла, правивших Дехейбартом.
В «Гвентианской хронике» сообщается, что «Меуриг ап Артвайл ап Блегиурид» бросил вызов «Лливелину ап Сейсиллу» в 1020 году, но был убит в сражении с Лливелином «его собственным мечом». Возможно, этот Меуриг был племянником, бывшего властителя Гвинеда Айдана.
В 1021 году в Британию, к Меневии, в Дивед, прибыл Эулав (возможно, Олав II Святой), который в битве убил Хивела, брата Лливелина.
В 1022 году (согласно «Хронике принцев» — в 1020 году) в Дехейбарте появился некий ирландец Райн, называвший себя сыном Маредида. Дехейбартцы признали его и начали войну с Гвинедом, но были разбиты при Абергвили. Больше Райна никто никогда не видел.
Согласно «Гвентианской хронике», Лливелин, сын Сейсилла и Кинан, сын Сейсилла, «выступили против „скоттов“, которые пришли в Каэрмартен с Маредидом и Хивелом во главе» в 1021 году, и что Лливелин погиб в битве. Его же брат Кинан, по «Хронике принцев», был убит чуть позже, в 1025 году (по другой версии, в 1027 году людьми из Дехейбарта). В «Хронике принцев» также сообщается о смерти Лливелина в 1021 году, а в «Анналах Камбрии» его смерть датируется 1023 годом.
Его жена Анхарад вышла замуж за Кинвина ап Гверстана, лорда Кибуира, из Поуиса.